# 月刊短波
『短波』（たんぱ）は、かつて存在した日本の月刊BCL情報誌。別名：月刊短波。出版社は日本BCL連盟。1975年12月に創刊、1983年6月に廃刊。

## 沿革・内容
最初はミニコミ誌のように薄かったものが、読者層の拡大と共に厚くなり、廃刊される1年ほど前から再び薄くなり始めるなど、BCLブームの盛衰を如実に反映していた。
日本各地のBCLやDXerから寄せられた中波・短波帯の海外局の受信レポート掲載に紙数の大半が充てられていた。海外局の受信レポート紹介は当時の他の電波関係の雑誌でも行われていたが、本誌のそれは特にその情報量で他誌を圧倒した。毎年6月前後に発生する超短波 (VHF) 帯の異常伝播の時期に、海外のFMラジオ局やテレビ局の遠距離受信特集が組まれた。
電波伝搬全般の基礎知識についての講座、BCLラジオ・通信型受信機の技術解説、BCLラジオの新機種を紹介する記事等が掲載された。

## 関連人物・団体
- 編集人代表は御木貴日止、発行人は糸川英夫であった。
- 「アジア放送研究会」の山下透は同誌の同人であった。
- やくみつる（当時「はた山ハッチ」名義）やアニメーターの長谷川眞也は、学生時代に読者投稿コーナーにイラストを投稿して複数掲載された。
- インターネットや日本短波クラブ会誌「SW DX GUIDE」に掲載されている「月刊短波[2]」は、本誌と無関係である。